# Balaruc-le-Vieux
Balaruc-le-Vieux é uma comuna francesa na região administrativa de Occitânia, no departamento de Hérault. Estende-se por uma área de 5,92 km². Em 2010 a comuna tinha 2 672 habitantes (densidade: 451,4 hab./km²).